# Bad Moon Rising (sång)
Bad Moon Rising är en låt av Creedence Clearwater Revival skriven av bandets sångare och gitarrist John Fogerty 1969.
Låten nådde en andraplats på Billboard Hot 100 och en förstaplats i Storbritannien, där den stannade under tre veckor i september. Låten släpptes som singel med "Lodi" som B-sida den 3 maj 1969 och även på albumet Green River som släpptes den 3 augusti 1969.
Låten har en varnande text om en förebådande apokalyps. Fogerty sade i en intervju 1993 att han inspirerades att skriva texten efter att ha sett fantasyfilmen The Devil and Daniel Webster (Inled oss icke i frestelse) från 1941. I filmen förekommer en scen med ett stort oväder och ödeläggelse.
Bad Moon Rising har spelats in av ett stort antal artister. Jerry Lee Lewis har spelat in den två gånger, 1973 på albumet The Session, och 2006 på albumet Mean Old Man där även John Fogerty medverkade. Emmylou Harris spelade in den 1981 på albumet Evangeline. Låten listades av magasinet Rolling Stone som #364 i listan The 500 Greatest Songs of All Time. 1982 spelade Streaplers in låten på albumet De' e' bara å stå på.

## Listplaceringar
| Lista (1969)   | Topplacering          |
| -------------- | --------------------- |
| Australien     | 3 (Go Set)            |
| Danmark        | 1 (DR "Top Ti")       |
| Finland        | 19                    |
| Flandern       | 5                     |
| Frankrike      | 20                    |
| Irland         | 1                     |
| Kanada         | 5 (RPM)               |
| Nederländerna  | 10                    |
| Norge          | 3 (VG-lista)          |
| Nya Zeeland    | 1 (NZ Listner)        |
| Schweiz        | 9                     |
| Storbritannien | 1                     |
| Sverige        | 3 (Kvällstoppen)      |
| Sverige        | 4 (Tio i topp)        |
| USA            | 2 (Billboard Hot 100) |
| Vallonien      | 22                    |
| Västtyskland   | 8                     |
| Österrike      | 8                     |